# Acacia monticola
Acacia monticola är en ärtväxtart som beskrevs av John McConnell Black. Acacia monticola ingår i släktet akacior, och familjen ärtväxter. Inga underarter finns listade i Catalogue of Life.